# Slidell (Texas)
Slidell é uma comunidade não incorporada localizada no estado norte-americano do Texas, no condado de Wise.